# Maciej Szkulmowski
Maciej Tomasz Szkulmowski (ur. 21 października 1979) – polski fizyk, doktor habilitowany nauk fizycznych; specjalizuje się w optyce, fizyce doświadczalnej, biofizyce oraz fizyce medycznej; profesor nadzwyczajny Instytutu Fizyki Wydziału Fizyki, Astronomii i Informatyki Stosowanej Uniwersytetu Mikołaja Kopernika.

## Życiorys
Na toruńskim UMK ukończył studia z fizyki doświadczalnej (2003) i fizyki komputerowej (2004). Doktoryzował się w 2008 broniąc pracy pt. Numeryczne metody zwiększania jakości obrazów w spektralnej tomografii optycznej przygotowaną pod kierunkiem Andrzeja Kowalczyka. Habilitował się w 2014 na podstawie oceny dorobku naukowego i cyklu publikacji pt. Spektralno-czasowa tomografia optyczna OCT (STdOCT).
W Instytucie Fizyki toruńskiego UMK pracuje w Zakładzie Biofizyki i Fizyki Medycznej oraz pełni funkcję kierownika Zespołu Optycznego Obrazowania Biomedycznego.
W pracy badawczej zajmuje się: ultraszybką modulacją aberracji w wiązce światła dla poprawy parametrów układów obrazujących, interferometrycznym obrazowaniem całej gałki ocznej z wykorzystaniem aktywnych elementów optycznych oraz rozwojem metod funkcjonalnej tomografii optycznej OCT do obrazowania komórek i tkanek.
Swoje prace publikował m.in. w „Optics Express", „Optics Communications", „Cornea", „British Journal of Ophthalmology" oraz w „Optics Letters".